# Heinrich Adolf Schrader
Heinrich Adolf (eller Adolph) Schrader, född 1 januari 1767 i Alfeld vid Hildesheim, död 22 oktober 1836 i Göttingen, var en tysk botanist.

## Biografi
Schrader blev medicine doktor i Göttingen 1795, extra ordinarie professor och föreståndare för universitetsträdgården där 1803 och ordinarie professor 1809. Auktorsnamnet Schrad. kan användas för Heinrich Adolf Schrader i samband med ett vetenskapligt namn inom botaniken; se Wikipediaartiklar som länkar till auktorsnamnet.
Schrader utgav många deskriptiva arbeten dels över tyska, dels över avlägsna länders växter, bland dessa flera större verk med kolorerade planscher, såsom Sertum Hannoveranum (1795–1798), Nova genera plantarum (1797), Flora germanica (början, 1806), Hortus Gottingensis (1809) och Systematische Sammlung Cryptogamischer Gewächse (1796–1797).
Han utgav 1799–1803 Journal für die Botanik och 1806–1810 Neues Journal für die Botanik. År 1812 blev Schrader korresponderande ledamot av Preussiska vetenskapsakademien och 1815 av Svenska vetenskapsakademien. År 1820 blev han ledamot av Leopoldina.